# Església de Sant Andreu Apòstol de l'Alcúdia
L'Església de Sant Andreu Apòstol és un temple catòlic del municipi de l'Alcúdia (Ribera Alta, País Valencià), construït en els segles xviii i xix amb estil barroc i neoclàssic.

## Descripció
Es tracta d'una de les millors i més representatives mostres del classicisme barroc valencià de l'últim terç del segle xviii, en el qual es combinen harmònicament classicisme en les traces de planta i alçats, barroc en els detalls decoratius de l'interior i una façana precursora del neoclassicisme il·lustrat de final de segle.
És una construcció de planta rectangular perfecta de 30x90 metres, arribant la clau de la cúpula a l'altura de 33 m i el seu esvelt campanar als 55 m. La planta és de creu llatina inscrita, seguint el model jesuític del Gesú de Vignola, a Roma. Disposa de capelles laterals comunicades entre si. Es cobreix amb una volta de canó paredada amb llunetes, reforçada amb arcs faixons que divideixen en quatre trams la nau des dels peus fins al creuer. Els arcs transmeten verticalment l'embranzida a unes pilastres d'ordre corinti amb fust vertical recolzades en sòlids pilars.
En el creuer, la cúpula sobre petxines s'alça recolzant-se en quatre arcs torals, posseïx un petit tambor amb entablament igual al que circumda al temple i sobre aquest quatre petites finestres que proporcionen llum, amb àndit precedit de reixat de ferro. La mitja taronja, d'11 metres de diàmetre, està solcada per setze nervis apariats i coberta amb teula blava de Manises.
El presbiteri està format per un tram rectangular i capçalera semicircular inscrita. Als dos costats del presbiteri s'obren dues sales rectangulars, la sagristia a l'esquerra i a la dreta la capella de la Mare de Déu d'Oreto o de la Comunió amb càmara en la seva capçalera, amb accessos des del presbiteri i des del transsepte.
La façana va ser construïda entorn de l'any 1780. La composició respon al model vignolesc derivat de l'Església del Gesu, aplicat seguint el projecte d'Antoni Gilabert. De dos pisos de desigual altura, la façana es compartimenta per ordres arquitectònics, corinti en el primer i dòric en el segon. La diferència d'amplària dels dos cossos es compensa en els extrems per mitjà de dues volutes de base recorvada. La divisió en vertical amb cinc espais en el cos baix i tres en l'alt, es fa mitjançant pilastres emparellades en el carrer central i en els extrems sent simples les intermèdies.